# Eutetranychus
Eutetranychus är ett släkte av spindeldjur. Eutetranychus ingår i familjen Tetranychidae.

## Arter i släktetEutetranychus[1]
(Arterna nämns i alfabetisk ordning.)
- Eutetranychus acaciae
- Eutetranychus africanus
- Eutetranychus anitae
- Eutetranychus banksi
- Eutetranychus bilobatus
- Eutetranychus bredini
- Eutetranychus caricae
- Eutetranychus carinae
- Eutetranychus citri
- Eutetranychus clastus
- Eutetranychus concertativus
- Eutetranychus cratis
- Eutetranychus eliei
- Eutetranychus enodes
- Eutetranychus fici
- Eutetranychus guangdongensis
- Eutetranychus maximae
- Eutetranychus mirpuriensis
- Eutetranychus nagai
- Eutetranychus namibianus
- Eutetranychus nomurai
- Eutetranychus orientalis
- Eutetranychus palmatus
- Eutetranychus pantopus
- Eutetranychus phaseoli
- Eutetranychus pruni
- Eutetranychus pyri
- Eutetranychus rhusi
- Eutetranychus ricinus
- Eutetranychus sanaae
- Eutetranychus swazilandicus
- Eutetranychus transverstriatus
- Eutetranychus xianensis